# 亞齊省
亞齊特區（發音：[atʃeh]，發音：[aˈtʃɛ(h)] ⓘ）是在印尼蘇門答臘島北端的一個特別行政區。首府班達亞齊。2004年印度洋大地震引发的海啸严重摧毁亚齐。

## 歷史

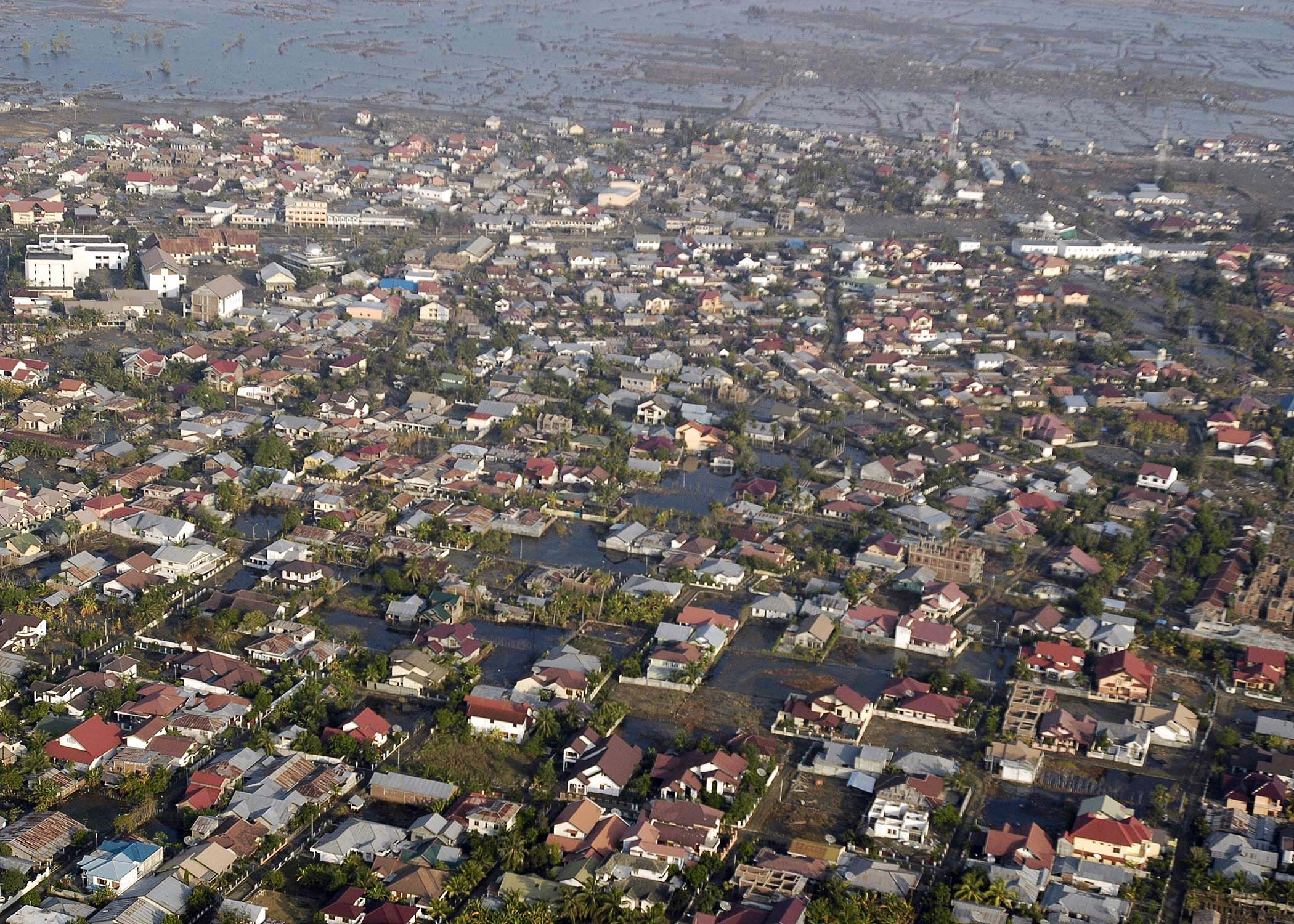
2004年印度洋大地震后的亞齊特區

1949年印尼脫離荷蘭殖民獨立，並以武力佔領亞齊。然而在20世紀初之前，亞齊屬於亞齊蘇丹國，從未被荷蘭正式統治過，這點與在18世紀已被荷蘭佔領的印尼不同。因此，亞齊分離主義者認為亞齊應有權決定自己是否加入印尼。1976年，武裝組織自由亞齊運動成立，以暴力方式爭取獨立。
2004年12月26日印度洋大地震引發的海嘯嚴重摧毀亞齊。
2005年7月17日印尼政府和亞齊分離主義人士，在芬蘭達成和議，宣布8月中在芬蘭首都赫爾辛基，正式簽署諒解備忘錄。12月，印尼軍方大抵完成撤軍，結束近30年的流血衝突，和平露出曙光。2006年7月11日，印度尼西亚国会通过了《亚齐自治法》，赋予亚齐省地方政府更大的自治权。
2009年1月23日，印尼政府在亚齐建成海啸博物馆。

## 民族與語言
全印尼唯一一個實施伊斯蘭教法的省份，亞齊人是印尼蘇門答臘島北部亞齊特區的主體民族，「公開鞭刑」是對違反教法者的一種懲罰形式，故居於此的民眾嚴格信奉伊斯蘭教，以亞齊語為主要溝通語言。此外，亞齊特區當地還有一些爪哇人、加瑤人、巴塔克人和華人，其中亞齊的爪哇人為來自印尼首都所在的爪哇島的新移民。

## 经济

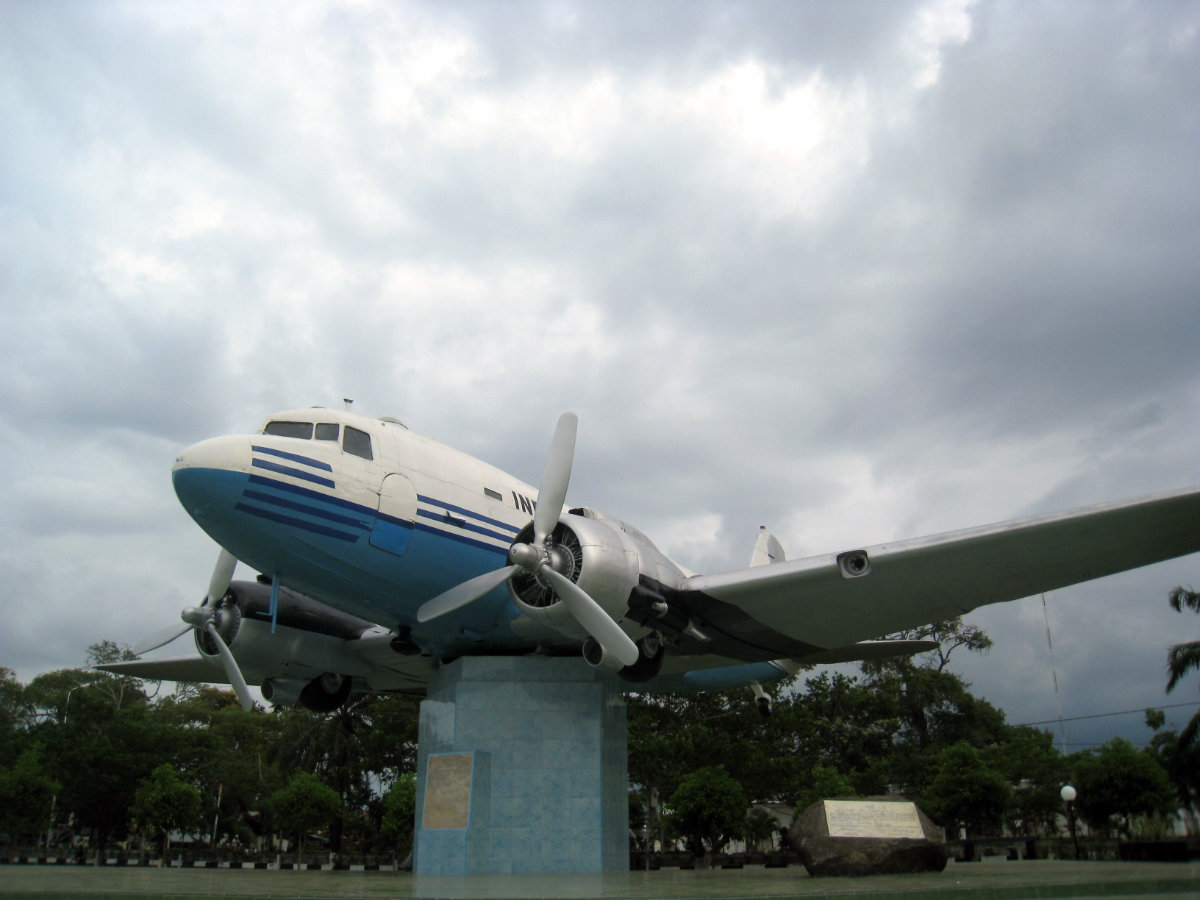
印度尼西亞第一架飛機。

亚齐省在2004年破坏性的海啸后经济增长缓慢，直到2006年，增长了7.7%。这个增长主要受灾后重建效应所驱动，主要增长的行业在建筑、建设方面。
自2003年以来，种族冲突结束了，重建项目导致了经济结构发生了引人注目的变化。服务业如今扮演了一个更加重要的角色，同时石油和天然气产量继续下降。经济继续依赖于将要耗尽的油气资源和农业。
在2005年12月达到最高点的41.5%后，通货膨胀率开始持续稳定的下降，到2007年6月为8.5%，已经接近于印尼的全国水平5.7%。持续的通胀表明亚齐省的消费者物价指数仍然是印尼全国最高的，这导致了在通胀率和工资数据两方面反映出亚齐的成本竞争力在下降。尽管通胀率在缓慢的降低，但CPI仍然在海啸过后稳定的上升。
拿2002年的数据作为基数，亚齐的CPI在2007年涨到了185.6，而当时全国的CPI涨到了148.2。那时在某些特殊行业名义工资涨了不少，例如建设行业，工人每天的名义工资平均几乎涨到了60,000印尼盾，而海啸前为29,000印尼盾。这在亚齐省地区最低工资中也有表现，在海啸前的550,000印尼盾变为2007年的850,000印尼盾，涨了55%，而邻近省份北苏门答腊增长了42%，从537,000印尼盾到761,000印尼盾。
在2005年海啸过后贫困率有所上升，但比预期的要好些。2006年贫困率降到了比海啸前还低的位置，这被归因为灾后重建活动以及种族冲突的结束促进了贫困率的降低，也反映出海啸带来的贫困是短期的。然而，贫困在亚齐省的严重性仍然高于印尼的其他地区，许多亚齐人现在仍然易受到来自其他种族的攻击，当局加强了在重建繁荣结束之后经济需要软着陆的需求。
| 行业 (% 亚齐省 GDP)  | 2003 | 2004 | 2005 | 2006 |
| -------------------- | ---- | ---- | ---- | ---- |
| 农业和渔业           | 17.0 | 20.0 | 21.4 | 21.2 |
| 石油、天然气和采矿业 | 36.1 | 30.4 | 26.2 | 24.9 |
| 制造业               | 20.2 | 18.3 | 15.9 | 14.3 |
| 水电供应             | 0.1  | 0.1  | 0.2  | 0.2  |
| 建筑、建设           | 3.4  | 3.8  | 3.5  | 5.1  |
| 贸易、酒店和餐饮业   | 11.2 | 12.0 | 14.3 | 15.0 |
| 交通和通信           | 3.3  | 3.8  | 4.8  | 5.2  |
| 银行和其他金融服务   | 0.9  | 1.2  | 1.2  | 1.3  |
| 服务业               | 7.8  | 10.4 | 12.7 | 12.9 |

## 引用
1. ↑  . Badan Pusat Statistik.   [July 23, 2018]. （原始内容存档于2018-11-20）.
2. ↑  Aris Ananta; Evi Nurvidya Arifin; M. Sairi Hasbullah; Nur Budi Handayani; dan Agus Pramono. . Institute of Southeast Asian Studies dan BPS – Statistics Indonesia. 2015.
3. ↑  .   [2006年7月12日]. （原始内容存档于2017年3月2日）.
4. ↑  . touch.travel.qunar.com.   [2020-11-25]. （原始内容存档于2022-04-04）.
5. ↑  印尼亞齊省6對情侶未婚擁抱、親吻　公開鞭刑20下！ （页面存档备份，存于），ETtoday新聞雲，2016-10-18